# Kubana
KUBANA — международный мультиформатный музыкальный фестиваль, который проходил в России и Латвии. Прекратил существование в 2016 году.
Проводился с 2009 года в посёлке Веселовка Краснодарского края. Фестиваль быстро стал одним из самых масштабных и популярных в России. С 2015 года KUBANA проводилась в Латвии. С 2016 года по настоящий момент фестиваль не проводится в связи с отсутствием площадки для проведения.
В 2013 и 2016 гг. фестиваль Kubana — номинант престижной премии European Festival Awards.
В фестивале в разные годы участвовали многие именитые европейские и американские музыкальные коллективы, в частности Korn, System Of A Down, Madness, The Offspring, Gogol Bordello, Scooter, The Prodigy, Guano Apes, Enter Shikari, Infected Mushroom, Die Antwoord, Sum 41, NOFX, Эмир Кустурица и десятки других. Из числа наиболее популярных российских исполнителей на фестивале выступали «Мумий Тролль», «Браво», «Ленинград», «Каста», Lumen, Louna, Найк Борзов, А. Ф. Скляр, Дельфин, SunSay и многие другие, а также такие неожиданные для фестивальной сцены артисты как Валерий Леонтьев, Юрий Антонов, Михаил Боярский и Лев Лещенко.

## KUBANA-2009
31 июля — 1 августа 2009 года, Краснодарский край, посёлок Янтарь (Веселовка).
Музыку, представленную на фестивале, можно охарактеризовать как сочетание выступлений «звёзд», знакомых публике по радио и телевидению (Александр Ф. Скляр, «Ляпис Трубецкой», «Бумбокс», «Маша и медведи»), и выступлений коллективов, наиболее востребованных у молодой российской аудитории старше 18-ти лет (Sunsay, Noize MC, «Animal ДжаZ» и т. д.).
На фестивале принимают участие уличные театры, которые создают атмосферу карнавала. Ночью свои сеты исполняют известные московские диджеи: DJ Тая Катюша, DJ Spirin и DJ Basic.

### Участники KUBANA-2009
| - Ляпис Трубецкой - Billy’s Band - Бумбокс - Александр Ф.Скляр - Animal ДжаZ | - Тараканы! - Tracktor Bowling - Noize MC - Маша и Медведи - SunSay | - Кирпичи - Distemper - Лампасы - Вдруг - MercedesDance - Приключения Электроников |

## KUBANA-2010
В 2010 году фестиваль прошёл в период с 13 по 15 августа. Место проведения: Краснодарский край, посёлок Янтарь (Веселовка). Музыкальная направленность фестиваля в целом осталась прежней. Ведущие фестиваля: музыкант Дмитрий «Сид» Спирин, телеведущая Юлия «Юкля» Воронцова, а также битбоксер Иван «Blackmann» Траоре.

### Участники KUBANA-2010
| - Элизиум - Cheese People - Amatory - Noize MC - Кирпичи - Salvador - Сергей Шнуров и группа «Рубль» | - Тараканы! - Animal ДжаZ - Spitfire - Маша и Медведи - Tracktor Bowling - Лаванда - 7000$ | - Ляпис Трубецкой - NOFX - Nouvelle Vague - Фруктовый кефир - Лампасы - Nrktk |

## KUBANA-2011
Даты проведения фестиваля — 29—31 июля. Место проведения: Краснодарский край, посёлок Янтарь (Веселовка). Впервые за историю KUBANA была открыта ночная сцена.

### Участники KUBANA-2011

#### El Dia KUBANA
| - Distemper - Браво - Noize MC - Zorge. The Band - Alai Oli - Louna - Слот - Кирпичи - Ляпис Трубецкой - Тараканы! | - Беспризорники - Stigmata - Лампасы - Приключения Электроников - The Locos - Tracktor Bowling - Ландыши - Элизиум - Карл Хламкин и «ОгнеОпаснОркестр» - Кожаный олень | - Рубль были заявлены как участники, но не смогли прилететь. - Михаил Боярский - Александр Ф. Скляр - Ноггано - Lumen - Anti-Flag - Radio Чача - Juliette Lewis & The Licks - Фруктовый кефир |

#### La Noche KUBANA
| - Marky Ramones Blizkrieg - Infected Mushroom - Ракеты из России | - Skazi - Dj Spirin - Debloids | - Дельфин - Diamond Brothers |

## KUBANA-2012
Даты проведения фестиваля — 1—5 августа. Место проведения: Краснодарский край, посёлок Янтарь (Веселовка). Заявлены команды из России и ближнего зарубежья, а также хэдлайнеры мирового уровня.

### Участники KUBANA-2012

#### El Dia KUBANA
| - Korn - Gogol Bordello - Enter Shikari - The Subways - Sunrise Avenue - Infected Mushroom - Браво - Ленинград - Noize MC - Ляпис Трубецкой - The Offspring | - Miyavi - Billy's Band - Reel Big Fish - Talco - Animal Джаz - Каста - SunSay - Найк Борзов - Skatalites - Sum 41 - Морэ & Рэльсы | - Дюна - Тараканы! - Кирпичи - Louna - Слот - Элизиум - Spitfire - Jane Air - Мэd Dог - Anacondaz - ТТП - Кактус |

#### La Noche KUBANA
| - Modestep - Дельфин - Atari Teenage Riot | - Juno Reactor - Zero People - Бременские Музыканты | - Pendulum - Паштет и Дэн - Rock DJs Mafia |

## KUBANA-2013
Даты проведения фестиваля — 1-7 августа. Место проведения: Краснодарский край, Анапский район, станица Благовещенская. В этом году празднуется первый Юбилей Полуострова Свободы.

### Участники KUBANA-2013

#### Libre Stage
| - The Prodigy - System of a Down - Anti-Flag - Guano Apes - Ska-P - Tokyo Ska Paradise Orchestra - Enter Shikari - Flogging Molly - Bullet For My Valentine - The Subways - Skillet - Noize MC | - Skindred - Banda Bassotti - the GazettE - НАИВ - Ляпис Трубецкой - Animal ДжаZ - Tracktor Bowling - The Sounds - Юрий Антонов - Браво - Marky Ramones Blizkrieg | - Dog Eat Dog - Distemper - Brainstorm - Кирпичи - План Ломоносова - Hoffmaestro - Alkaline Trio - Krooked Treez - Тараканы! - The Pigeon Detectives |

#### Turbo Stage
| - Electric Six - The Misfits - The Qemists - Ульи - Приключения Электроников - Hocico | - Ракеты из России - Марки Рамон DJ set - Паштет и Дэн - Bad Balance - Wu-Tang Clan | - Anacondaz - Infected Mushroom - Mixhell - КиСЛОТа - Элизиум |

#### Fantasia Stage
- Цирк Recirquel
- Белки на акации (Краснодар)

#### Arena Stage
- Плед
- Killsonic
- Маша и Медведи
- Женя Любич
- Cheese Peoople
- DJ-set Шарлоты Дженкинсон (The Subways)

## KUBANA-2014
Даты проведения фестиваля — 14-19 августа. Место проведения: Краснодарский край, посёлок Янтарь (Веселовка).

### Участники KUBANA-2014

#### Libre Stage
| - Korn - Die Antwoord - Less Than Jake - Spector - Ногу свело - ##### (5diez) - НАИВ - Элизиум - Bad Manners - Приключения Электроников | - Scooter - Airbourne - Майкл Монро - Madness - Bastille - Мумий Тролль - Северный Флот - Noize MC - Александр Ф. Скляр - LOUNA | - God Save the Queen - Zebrahead - Кирпичи - The Toobes - Moi dix Mois - Vanilla Sky - Валерий Леонтьев - Zdob si Zdub - Animal ДжаZ |

#### Turbo Stage
| - Matisyahu - Дельфин - The Qemists - Digital Digital | - Lets Be Friends - Bonaparte - Puppetmastaz | - Anacondaz - Krooked Treez |

## KUBANA-2015
Даты проведения фестиваля — 6-9 августа. Фестиваль KUBANA переехал на Балтийское побережье, в окрестности самого западного города России — Калининграда. В 2015 году фестиваль планировался с 6 по 9 августа в поселке Янтарном. После целой волны критики со стороны общественности, которую начал генеральный директор радиостанции «Русский край» Михаил Черенков, власти посёлка Янтарный в Калининградской области отменили фестиваль KUBANA, так как признали, что не могут обеспечить необходимую безопасность участников. После этого организаторы Кубаны не смогли найти место для фестиваля в России и были вынуждены переехать в Ригу.. После отмены фестиваля в посёлке Янтарный организаторы смогли найти новое место для проведения Латвия, г. Рига, остров Луцавсала.

### Участники KUBANA-2015

#### Libre Stage
| - HIM - Hollywood Undead - D12 - Skindred - The Locos - Ленинград - НАИВ - Элизиум - Biplan - Foxthroat | - Лев Лещенко - Backyard Babies - Браво - Trubetskoy - Koza Mostra - Animal ДжаZ - Louna - Нуки |

#### Turbo Stage
| - GusGus - GOMAD! & MONSTER - Дельфин - Zero People - DIGITAL DIGITAL | - Infected Mushroom - Angerfist - Anacondaz - Kill The Noise - Нейромонах Феофан |

## KUBANA-2016
Даты проведения фестиваля — 11-14 августа.

### Участники

#### Libre Stage
| - Garbage - Спец.гость KUBANA-2016 Вахтанг Кикабидзе - The Subways - Enter Shikari - Marky Ramone’s Blitzkrieg - IAMX - Ноггано - Вопли Видоплясова - Brutto - Biting Elbows | - Guano Apes - NOFX - The 69 Eyes - Molotov - Кирпичи - Eskimo Callboy - Тараканы! - Nashville Pussy - Not Single Break! - Freelancers - All Day Long |

#### Turbo Stage
| - MAXIM (The Prodigy) Dj Set - Chase & Status DJ Set & Rage - Дельфин Dj Set | - Juno Reactor - Skazi - Нейромонах Феофан | - DJ Dannyboy - DJ Albina Kha - DJ Köt |

## Организаторы
Генеральный продюсер фестиваля — Илья Островский, по совместительству музыкальный продюсер, работавший с лидерами российской рок-сцены: Тараканы!, Кирпичи, Элизиум, Приключения Электроников и др., основатель и генеральный продюсер независимого рекорд лейбла «FM молчит Records».

## Награды
2014 год:
- KUBANA — финалист престижной европейской фестивальной премии European Music Awards в номинации «Лучший фестиваль средних размеров».
- 14 февраля 2014 года KUBANA признана Лучшим проектом в области развития и продвижения территорий на IV Премии в области развития общественных связей «Серебряный Лучник» — Юг.
- 1 ноября 2014 года KUBANA стала «Лучшим музыкальным мероприятием» на премии Event awards.

2013 год:
- KUBANA — «Лучшее молодёжное событие» событийного туризма по версии Russian Event Awards.

2012 год:
- KUBANA — Лучшее молодёжное мероприятие событийного туризма 2012 в рамках ярмарки Russian open Event Expo.

2010 год:
- Премия Курортный Олимп, «Лучшее событийное мероприятие на курортах Краснодарского края».

### Статьи
- Второе пришествие «Кубаны» в Ригу
- В Ригу на фестиваль Kubana съехались толпы фанатов со всей Европы
- Музыкальный фестиваль KUBANA отменен
- Эксперт Online: Воскрешение KUBANA
- Ридус: KUBANA сделает поворот в сторону европейской аудитории
- ИА REX: KUBANA-2014 представляет новых участников фестиваля
- РИА Новости: Юбилейный фестиваль KUBANA открылся фейерверком от Кустурицы
- РБК: Под Краснодаром завершился фестиваль KUBANA
- Русский репортер: Интервью с Эмиром Кустурицей (участник KUBANA-2013)
- Российская газета: Репортаж с KUBANA-2013. На «Кубане» выступили Юрий Антонов и Guano Apes
- Российская газета: Репортаж с KUBANA-2013. Интерн Лобанов играет панк
- Коммерсантъ: Репортаж с KUBANA-2013
- ИТАР-ТААС: Четвертый день фестиваля KUBANA-2013 собрал рекордное количество зрителей — более 15 тыс. человек
- Экспресс газета: Юбилейная KUBANA завершилась феерическим выступлением System Of A Down
- АиФ: Группа System Of A Down стала хедлайнером фестиваля KUBANA
- Московский Комсомолец: KUBANA собирает награды
- YES: На юбилейный фестиваль KUBANA приедет Prodigy
- Собака: Самые ожидаемые музыкальные фестивали России
- Intermedia: Самураи хип-хопа Wu-Tang Clan привезут новый альбом на фестиваль KUBANA
- Yтро.ru: На фестивале KUBANA выступят старейшие рэперы
- Time Out: Интервью с группой Enter Shikari (участники KUBANA-2012 и KUBANA-2013 (недоступная ссылка))
- Rolling Stone: Фотоотчет с концерта Marky Ramone’s Blitzkrieg (участник KUBANA-2012 и KUBANA-2013)
- Rolling Stone: Новые лица на недельном марафоне «KUBANA»: The Prodigy и The Pigeon Detectives
- Geometria: Фотоотчёт KUBANA-2013
- Газета «Вечерняя Москва»: На Тамани завершился фестиваль Kubana
- Газета «Газета»: Танцуйте же кубанский рок-н-ролл
- Газета «Gaudeamus»: Репортаж с фестиваля Kubana 2011